# Langwieserviaduct
Het Langwieserviaduct is een spoorbrug in de omgeving van Langwies gelegen in het Zwitserse kanton Graubünden. Op de brug bevindt zich een smalspoorlijn van de Chur–Arosa-Bahn van Chur naar het kuuroord en wintersportgebied rond de stad Arosa.
De brug werd in de periode 1912–1914 gebouwd over het Plessurtal. Hij heeft een lengte van 285 meter en een hoogte van 62 meter boven de beek. Het was de eerste geheel uit beton vervaardigde brug in Zwitserland. Voor de bekisting van de brug werd ruim 800 kubieke meter hout gebruikt.

## Fotogalerij

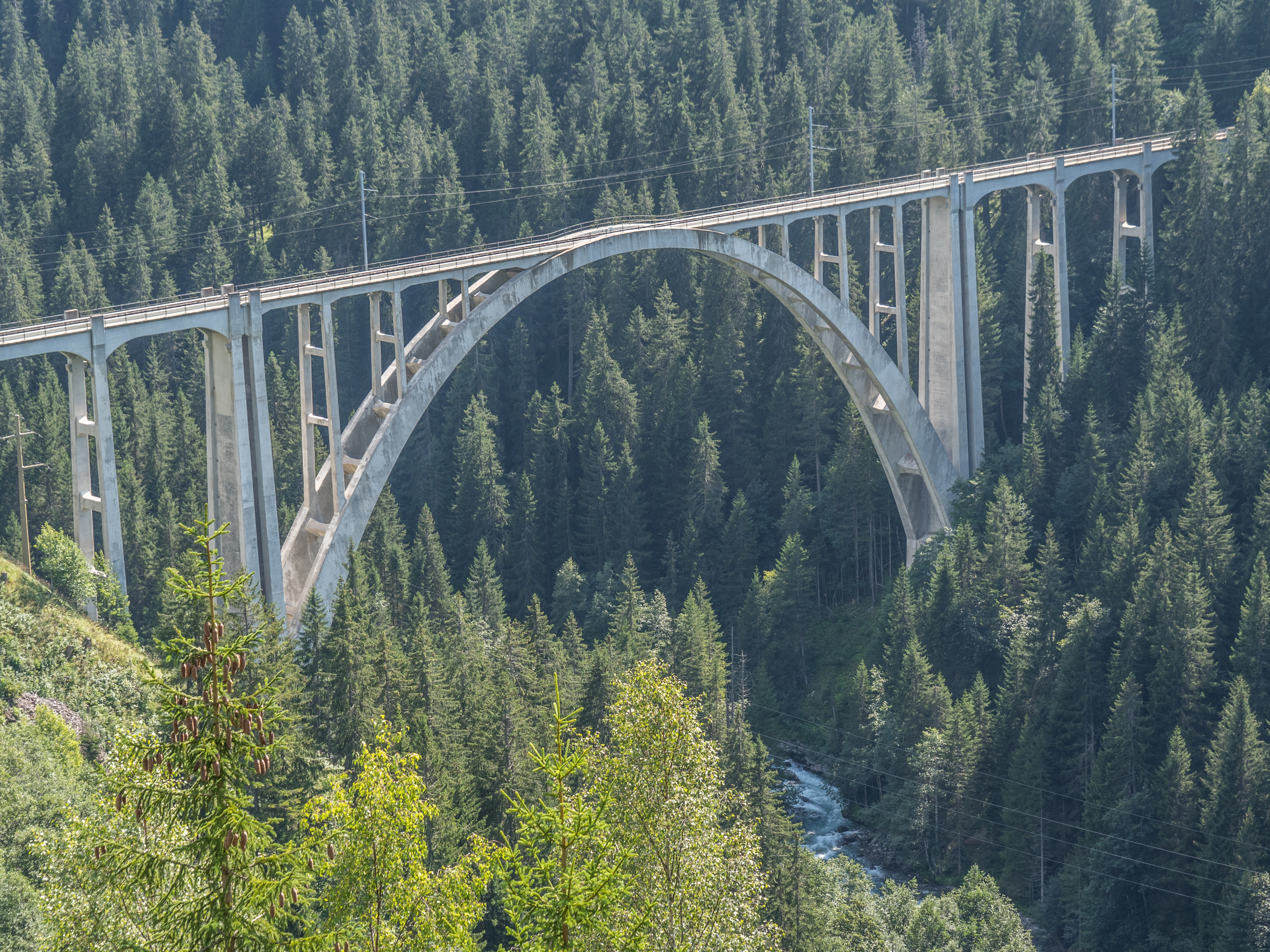
Zicht op het viaduct in de zomer
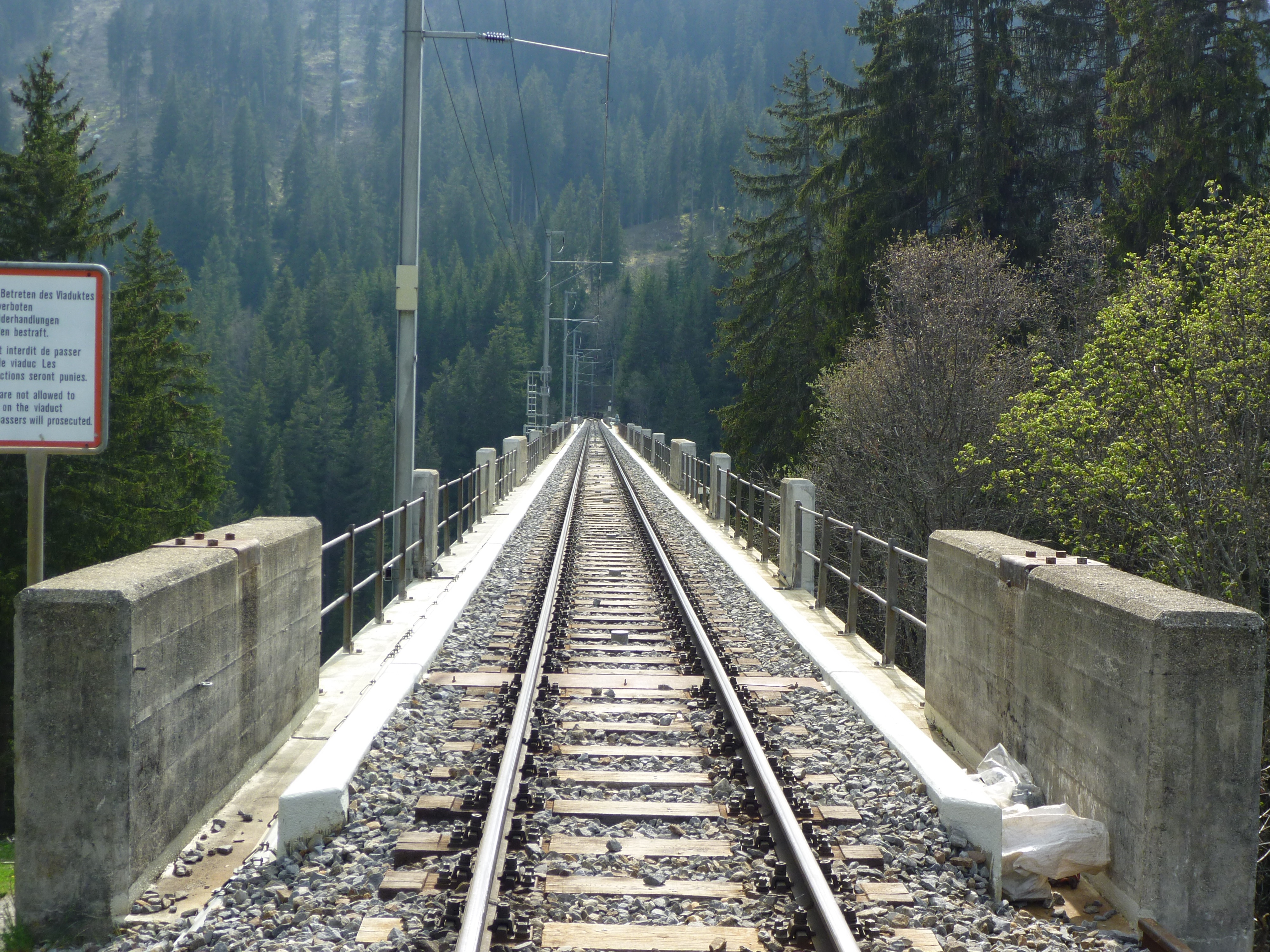
De spoorlijn op het viaduct